# Schloss Ottsdorf
Das Schloss Ottsdorf, auch Utzdorf, Ozstorff bzw. Ottstorf genannt, war ein Wasserschloss in Ottstorf in der heutigen Gemeinde Thalheim bei Wels im Bezirk Wels-Land.

## Geschichte des Schlosses

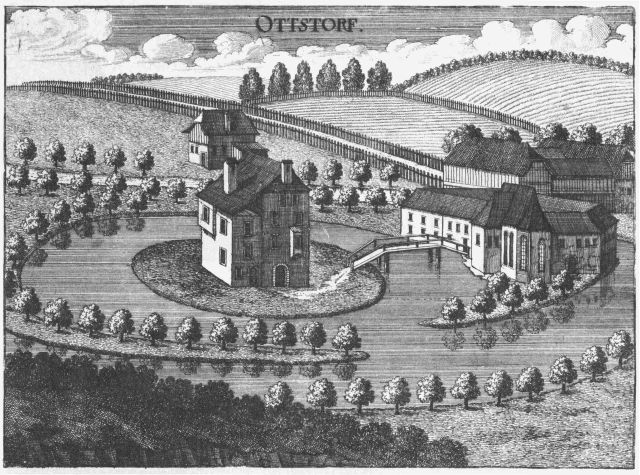
Schloss Ottsdorf auf einem Stich von Georg Matthäus Vischer

Die erste urkundliche Erwähnung des Besitzes stammt aus dem Jahre 1165 als Ottsdorf im Besitz des Stifts Kremsmünster war; Lehensinhaber waren die Herren von Hinterholz. Ein Ditmarus von Ottestorf wird zwischen 1249 und 1300 als Zeuge in diversen Urkunden genannt. Anna von Ottsdorf war 1379–1402 Äbtissin von Traunkirchen. Ab 1400 erscheint das Gut als landesfürstliches Lehen der Elpet Heustadlerin. Um 1386 kam Ottsdorf an Hans Puecher (Hanns de Puecher von Oczdorf, Richter in Eferding). Nach dem Lehensbuch des Grafen Johann von Schauberg hat eine Dorothea Seuseneckerin, Tochter des Hansen des Puecher zu Ottsdorf, ihrem Ehemann mit Genehmigung des Lehensherrn 1427 zwei Güter und die Freiung von Ottsdorf vermacht. Die Grafen von Schaunberg haben noch im 16. Jahrhundert die hohe Gerichtsbarkeit über die Ortschaften Schleißheim, Ottsdorf, Blindenmarkt und Dietach ausgeübt. 
Zwischen 1451 und 1460 stiftete und erbaute Dorothea Seuseneckerin eine Kapelle zu Ehren der hl. Jungfrau Maria im Vorhof von Ottsdorf und stattete diese mit diversen Stiftungen aus (sog. ewiges Benefizium; dieses endete 1800, da der damalige Besitzer, der Graf Clam, in einen Konkurs schlitterte).
Nach Walter von Seuseneck waren die nächsten Besitzer Virgil Freytag von Schloss Waldbach, seine Frau Appolonia Kastnerin und deren Geschwister. Diese verkauften 1473 das Gut an Raimund Kastner. Diese Familie hatte Ottsdorf bis 1526 inne. Dann folgten Laßla Prager und seine Frau Anna. Deren Sohn verkaufte das Gut 1545 an Veit von Zelking. Von diesen erwarb es 1555 Nikolaus Kolnpöck. Durch Ursula Kolnpöckerin von Salaberg kam Ottsdorf 1615 an ihren Mann Wolfgang Grienthaler (Wappen bzw. Grabsteine dieser Familie befinden sich in der Pfarrkirche Schleißheim und in der Pfarrkirche Thalheim bei Wels). 1764 ging Ottsdorf zusammen mit Dietach an die Grafen Fieger von Hirschberg und danach an Gottfried Graf Clam.  
Das Schloss Ottsdorf war schon im Jahre 1696 nur mehr teilweise bewohnt. 1799 soll das Schloss durch ein Feuer zerstört worden sein. Der zwischen 1805 und 1814 genannte Besitzer Dr. Preuer ließ das Schloss abbrechen. Die Glocken und die Uhr wurden zum Schloss Dietach gebracht, die Steine zum Bau eines Märzenkellers, eines Hauses und eines Kalkofens verwendet. Seit 1814 existiert das Schloss nicht mehr.

## Schloss Ottsdorf heute
Von dem turmartigen Schloss führte früher eine Brücke zu den Wirtschaftsgebäuden und dem Benefiziatsstöckl. Eine Erderhöhung bezeichnet heute noch die Stelle des früheren Schlosses. Man kann auch noch den Graben des ehemaligen Wasserschlosses bemerken, der vom Schleißheimer Bach gespeist wurde. Der frühere Meierhof dient heute Wohnzwecken, an die Kapelle erinnert nur noch ein gewölbter Kellerraum. In dem Benefiziatsstöckl (Heute Ottstorf 21) war nach dem Zweiten Weltkrieg ein Handwerksbetrieb (Besenbinder) untergebracht. Eine früher dem Schloss zugewandte Sonnenuhr stammt aus dem 16. Jahrhundert. Die Behauptung, dass einmal ein unterirdischer Gang von Ottsdorf nach Dietach geführt haben soll, ließ sich nicht bestätigen.